# فورین کازان (مجموعه تلویزیونی تایگا)
فورین کازان (به ژاپنی: Fūrin Kazan) یک مجموعه تلویزیونی تاریخی و چهل و ششمین سری از فیلم‌های مجموعه تلویزیونی تایگا است. این مجموعه توسط ان‌اچ‌کی در سال ۲۰۰۷ میلادی پخش شده است. داستان این مجموعه در دوره سنگوکو، زندگی یاماموتو کانسوکه که به عنوان یکی از بیست و چهار ژنرال تاکدا شینگن شناخته می‌شود و همچنین زندگی تاکدا شینگن و اوئه‌سوگی کنشین در میان دیگران را به تصویر می‌کشد. این مجموعه بر اساس رمان یاسوشی اینواوئه به همین نام  ساخته شده است.

## بازیگران

### خاندان میکاوا یاماموتو
- یاماموتو کانسوکه: سیو اوچینو
- میتسو: شیهوری کانجیا
- ریتسو: آکی مائدا

### روستای کوزوکاسا
- کاوارامورا دنبی: یوشیکی آریزونو
- هازوکی: جوری ماناسه
- کوزوکاسا تاکیچی: جییو آریما
- اوکوما: آئوی آسادا
- یازاکی هیزو: ریوتا ساتو
- حسا: آسامی میزوکاوا

### خاندان تاکدا
- تاکدا شینگن: ایچیکاوا انوسوکه چهارم
  - شینگن جوان و تاکدا کاتسویوری: سوسوکه ایکه‌ماتسو
- کوی-هیمه/سووا گوریونین همسر غیراصلی شینگن: یوکی شیباموتو
- سانجونوکاتا همسر اصلی: چیزورو ایکه‌واکی
- آبوراکاوا فوجین اوگوتو همسر غیراصلی: ماهیرو کونو
- تاکدا نوبوتورا: تاتسویا ناکادای
- اوی نو کاتا مادر شینگن: جون فوبوکی
- تاکدا نوبوشیگه: نوریتوشی کاشیوا
- تاکدا نوبوکادو: توشینوبو ماتسو
- ننه گوریونین خواهر شینگن: ساچیکو ساکورای
- تاکدا یوشی‌نوبو: ریو کیمورا

### وابستگان تاکدا شینگن
- ایتاگاکی نوبوکاتا: سونی چیبا
- آماری تورایاسو: رایتا ریو
- اوبو توراماسا: آکیو کاندا
- موروزومی توراسادا: تاکشی کاتو (بازیگر)
- اویامادا نوبوشیگه: سی‌ایچی تانابه
- بابا نوبوهارو: کازویا تاکاهاشی
- هارا توراتانه: کای شیشیدو
- کومای ماساتاکه: ایسی تاکاهاشی
- کوساکا ماسانوبو: کوتارو تاناکا
- یاماگاتا ماساکاگه: یاسویوکی مائه‌کاوا
- آکی‌یاما نوبوتومو: هیده‌کازو ایچینوسه
- سانادا یوکیتاکا: ساساکی کورانوسوکه
- شینومه: میسا شیمیزو
- سانادا ماسایوکی: کایتو کوبایاشی
- آیکی ایچیبه: یوشیماسا کوندو
- آکابه شیموتسوکه: سوسومو تراجیما
- پرنسس میرو: یوکو ماکی
- شیما: آکمی عموری
- هاگینو: میوکو آسادا
- کینو: موئهکو ایزاوا

### خاندان اوئه‌سوگی
- اوئه‌سوگی کنشین: گاکتو
- اُوسامی سادامیتسو: کن اوگاتا
- نائوئه کاگه‌تسونا: توکوما نیشیکا
- کاکیزاکی کاگه‌ایه: کنیچی کاندا
- هونجو سانه‌یوری: ژنرال کیمورا
- اوکوما توموهیده: گورو اوهاشی
- آیا-گوزن: نائومی نیشیدا
- نام: فوساکو اورابه
- اوئه‌سوگی نوریماسا: ایچیکاوا سادانجی
- ناگانو ناریماسا: مانتارو کوایچی
- اوئه‌سوگی سادازانه: میزوهو سوزوکی

### خاندان ایماگاوا
- ایماگاوا یوشیموتو: شوسوکه تانیهارا
- جوکی-نی: شیهو فوجیمورا
- سسای تایگن: ماساتو ایبو
- ایماگاوا اوجیزانه: Yukijirō Kazama
- ایهارا تاداتانه: رنجی ایشیباشی
- توکوگاوا ایه‌یاسو: کیسوکه ساکاموتو

### خاندان هوجوی اخیر
- هوجو اوجی‌یاسو: ماکوتو ماتسوی
- هوجو اوجی‌تسونا: تورو شیناگاوا
- هوجو اوجیماسا: تائیچی سائوتومه
- هوجو تسوناشیگه: تاموتسو ایشی‌باشی
- شیمیزو یوشیماسا: تاداشی یوکوچی

### دایمیوهای دیگرولایت شینانو
- موراکامی یوشیکیو: توشیوکی ناگاشیما
- سووا یوریشیگه: فومیو کوهیناتا
- سووا یوریتاکا: کنشو اونو
- اوگاساوارا ناگاتوکی: آکیهیکو ایمای
- تاکاتو یوریتسوگو: شوزو اوئه‌سوگی
- کوجیما گوروزائمون: نوبوهیکو تاکادا
- تاکاناشی ماسایوری: آکیرا اوتاکا

### دیگران
- آئوکی دایزن: واتارو شیهودو
- اوفوکو: ماکو میدوری
- اودا نوبوناگا: جیرو ساکوما
- سی-این: کی ساتو
- هیراگا گنشین: شون سوگاتا